# Ogawa Kazumasa

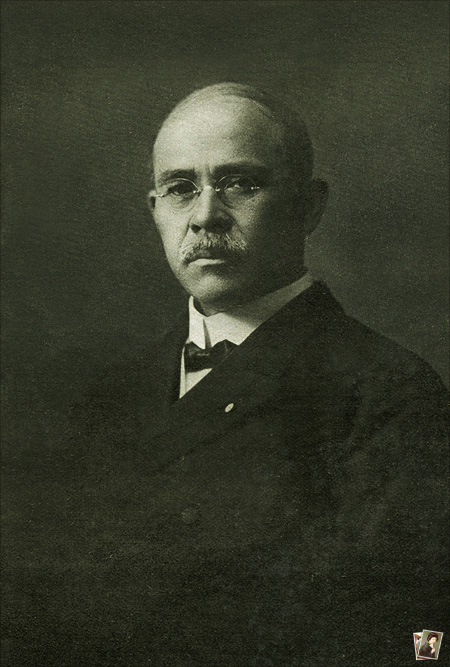
Ogawa Kazumasa, 1914

Ogawa Kazumasa, auch Kazuma und Isshin (japanisch 小川 一眞; おがわ かずまさ / かずま / いっしん, * 29. September 1860 in Shinobu, heute Gyōda, Saitama; † 6. September 1929 in Hiratsuka) war ein einflussreicher japanischer Fotograf, Verleger und Pionier der Foto-Reproduktion in Japan. Sein Geburtsname war Harada Asanosuke (原田 朝之助).

## Leben
Ogawa, als zweiter Sohn eines Samurai der Shinobi-Domäne (heute Gyōda, Saitama) geboren, wurde er im Alter von drei Jahren adoptiert. Sein jüngerer Bruder war Aburaya Tatsu (油谷 達, Geburtsname: Harada Tatsu), der als Maler im westlichen Stil (洋画, Yōga) und als Kunst- und Fotoverleger (Aburaya Buntendō, 油谷博文堂) bekannt wurde. 1873 trat er mit einem Stipendium seines ehemaligen Lehnsherrn Matsudaira Tadanori in die Arima-Schule in Tōkyō ein, wo er Bauingenieurwesen studierte. 1875 machte er in der Werkstatt des Fotografen Yoshihara Hideo in Kumagaya erste Erfahrungen mit der Nassplattenfotografie. 1880 lernte er an der Barrett School in Tsukiji Englisch und wurde im darauffolgenden Jahr Dolmetscher bei der Polizei im Ausländerviertel in Yokohama.
1882, motiviert durch ein bereits während seiner Zeit an der Arima-Schule erwachtes Interesse an der Fotografie, reiste er in die USA. Dort arbeitete er im Studio von George H. Hastings in Boston, wo er sich mit den neuesten fotografischen Techniken und dem in Europa entwickelten Kolotypie-Druckverfahren vertraut machte. Im Januar 1884 kehrte er nach Japan zurück. Noch im selben Jahr eröffnete er in Iidamachi (Tōkyō) das Atelier Gyokunjunkan (玉潤館), das wegen seiner hochmodernen Technik große Anerkennung fand. Gleichzeitig entfaltete er sich als vielseitiger Unternehmer.

Portrait des Schriftstellers Natsume Sōseki, 1912 (Fotograf: Ogawa Kazumasa)

Ab 1884 versuchte er sich an der Herstellung fotografischer Trockenplatten, was jedoch scheiterte. 1885 begann er mit dem Verkauf von Materialien für den Kohledruck. Ab 1888 begann er als erster in Japan mit der Kolotypie-Fotoreproduktion und eröffnete 1889 in Hiyoshichō im Bezirk Kyōbashi (heute Teil von Yokohama) die Ogawa-Fotodruckerei (小川写真製版所). 1889 belebte er die Zeitschrift Shashin Shinpō (写真新報) und übernahm die Rolle des Herausgebers und Verlegers bei Hakubundō (博文堂).

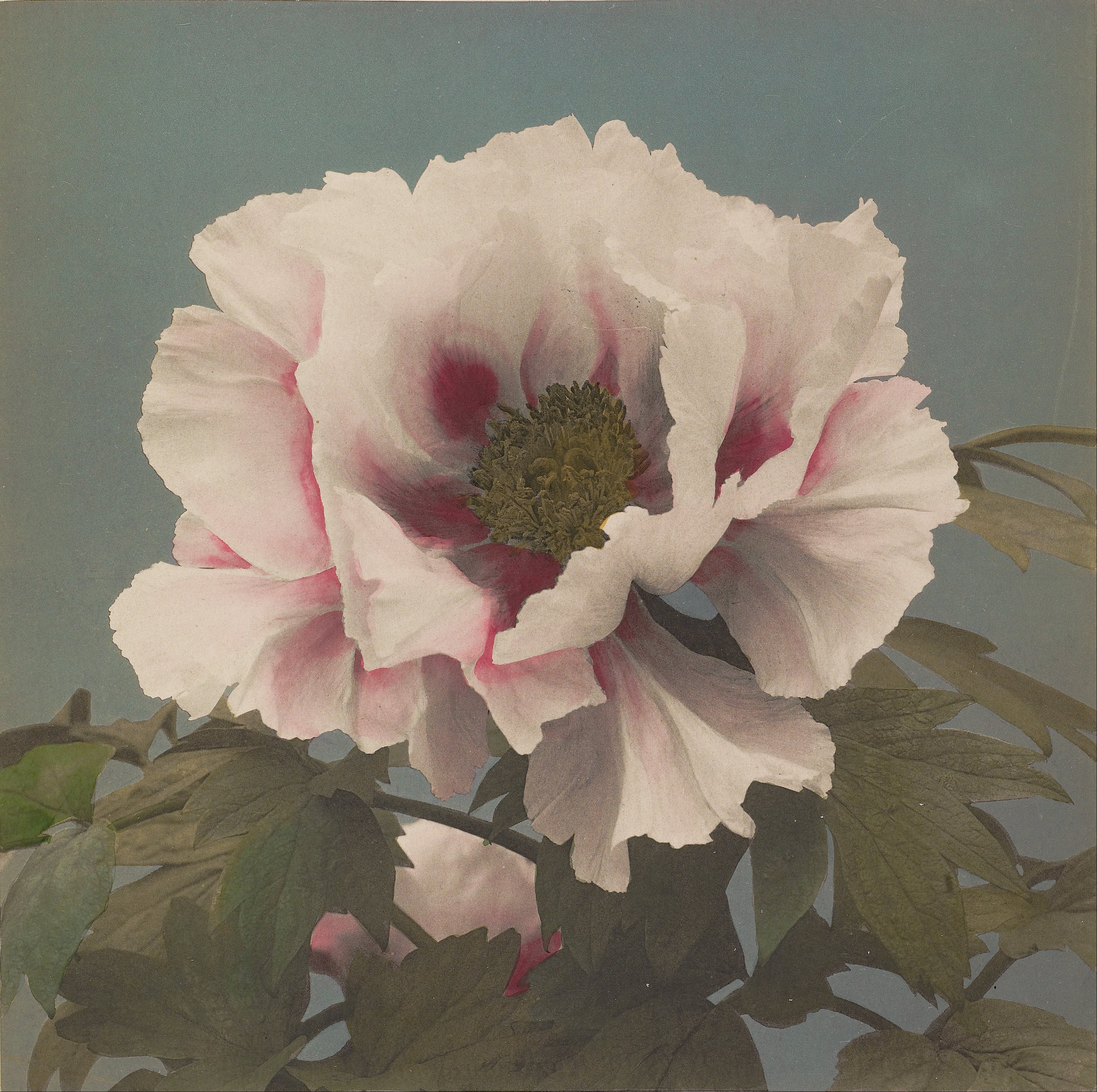
Ogawa Kazumasa, Japanische Pfingstrose, handkolorierte Collotype, 1896

Zu seinen fotografischen Werken gehörte 1887 im Auftrag des Innenministeriums die Aufnahme der Korona bei einer totalen Sonnenfinsternis. 1888 begleitete er den kaiserlichen Berater und Baron Kuki Ryūichi bei einer Untersuchung alter Kunst- und Kulturgüter in der Region Kinki, wo er buddhistische Statuen in alten Tempeln dokumentierte. Diese Arbeiten führten zur Teilnahme an Ernest Fenollosas kunsthistorischer Forschung in Nikkō. Gemeinsam mit Okakura Tenshin (Kakuzō) und anderen gründete er daraufhin die Kokka-sha (国華社) und veröffentlichte im Oktober 1889 das erste Heft der kunsthistorischen Zeitschrift Kokka (国華), die Abbildungen im Kolotypie-Druck enthielt. 1894 begann er mit der Herstellung und dem Druck von Fotogravuren.

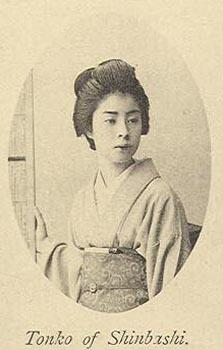
Ogawa Kazumasa, Tonko of Shinbashi, circa 1892

Als Fotograf war Ogawa auch beteiligt an der Dokumentation des Ersten Japanisch-Chinesischen Krieges, des Nōbi-Erdbebens und der ethnografischen Studien über die Ainu. Bekannt sind auch seine Stadtansichten von Peking und die Portraits vieler berühmter Persönlichkeiten. 1910 wurde er zum kaiserlichen Hoffotografen (帝室技芸員) ernannt. Er war zudem der erste Präsident der Fotografenvereinigung von Tōkyō. In seinen späteren Jahren zog er sich aus der aktiven Fotografie zurück und gründete 1913 das Ogawa-Fotochemische Forschungsinstitut (小川写真化学研究所), um sich der Trockenplattenherstellung zu widmen.
Ogawa gilt als einer der führenden Fotografen der späten Meiji-Zeit, der maßgeblich zur Verbesserung fotografischer Techniken sowie zur Verbreitung der japanischen Kunst beitrug.

## Werke (Auswahl)
Unter den fotografischen Werken Ogawas sind besonders hervorzuheben:
- Chrysanthemen Japans (Originaltitel: Chrysanthemums of Japan, Tokyo, Ogawa, Folio, circa 1892) – eine hochwertige Serie von Darstellungen prächtiger Chrysanthemen in Collotypie.
- Kleidung und Bräuche in Japan (Originaltitel: Costumes and Customs in Japan, Tokyo, Ogawa, circa 1892–1895, 2 Bände) – enthält 24 Schwarzweiß-Collotypien, die traditionelle japanische Kleidung und Alltagsbräuche zeigen.
- Einige japanische Blumen (Originaltitel: Some Japanese Flowers by K. Ogawa, Photographer, in Collotype, Yokohama, Kelly and Walsh Limited, Yokohama, Shanghai, Hong Kong and Singapore, circa 1895) – eine eindrucksvolle Sammlung farbiger Collotypien japanischer Blumen.
- Darstellungen des japanischen Lebens (Originaltitel: Illustrations of Japanese Life, Tokyo, K. Ogawa, descriptions by S. Takashima, 1896) – eine reich bebilderte Dokumentation japanischer Lebensweisen, Bräuche und Zeremonien.
- Anblicke und Szenen aus dem schönen Japan (Originaltitel: Sights and Scenes in Fair Japan, Yokohama, Kelly & Walsh, Ogawa, 1910) – farbige Collotypien mit Alltagsszenen aus verschiedenen Regionen Japans.

## Fotoarchiv im Tōkyō National Museum
Das Tokyo National Museum verwaltet den fotografischen Nachlass von Ogawa, dessen Aufnahmen von Kunstobjekten, Tempeln und Landschaften einen einzigartigen Einblick in das visuelle Erbe von Japan im späten 19. Jahrhundert geben. Ziel ist es, die Fotografien unter Berücksichtigung ihrer materiellen, technischen und historischen Kontexte zu katalogisieren und öffentlich bereitzustellen.

Fotografien aus der Dokumentation der Nationalschätze in der Region Kinki
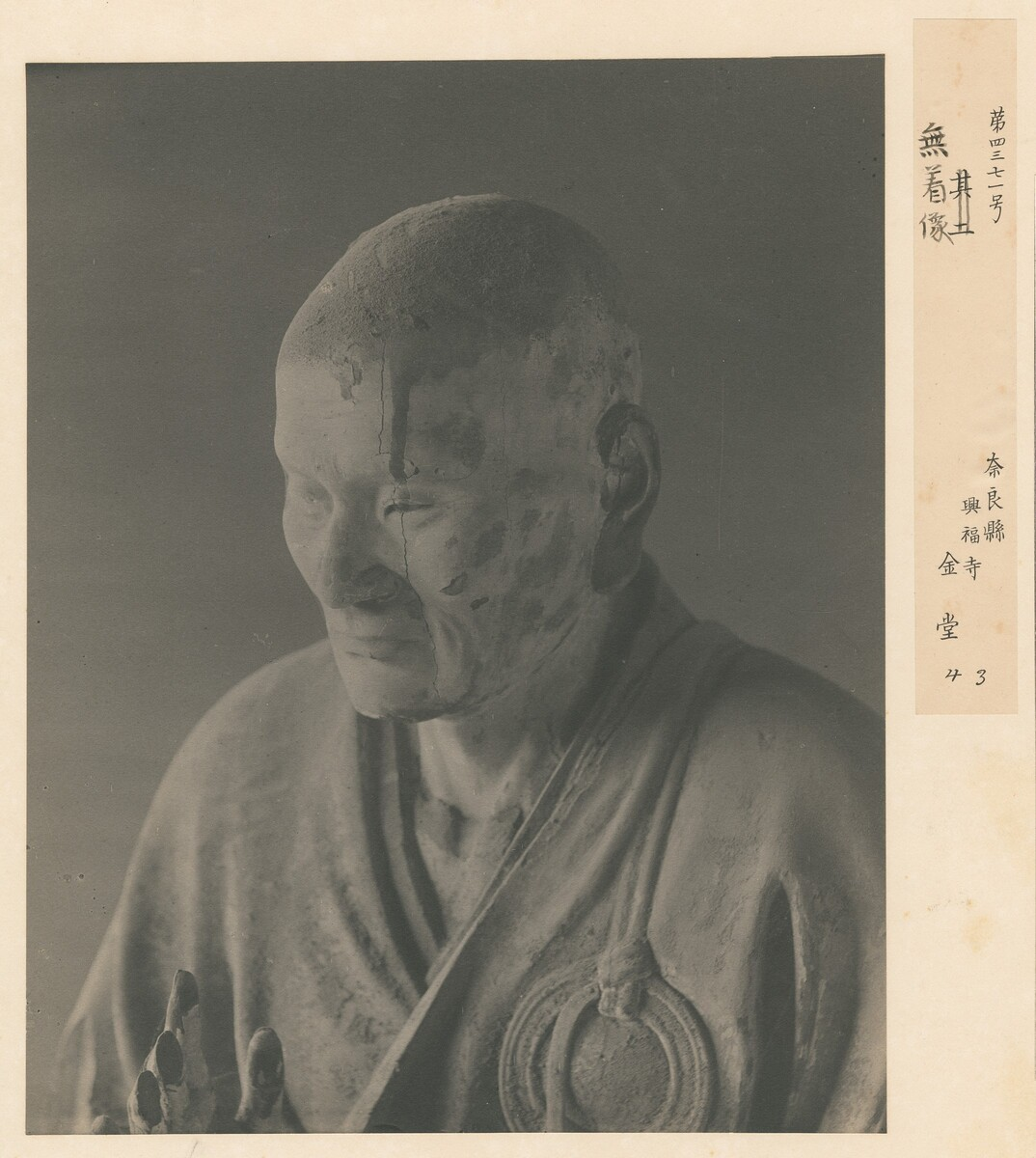
Statue des Muchaku im Kōfuku-ji, 1888/1889.
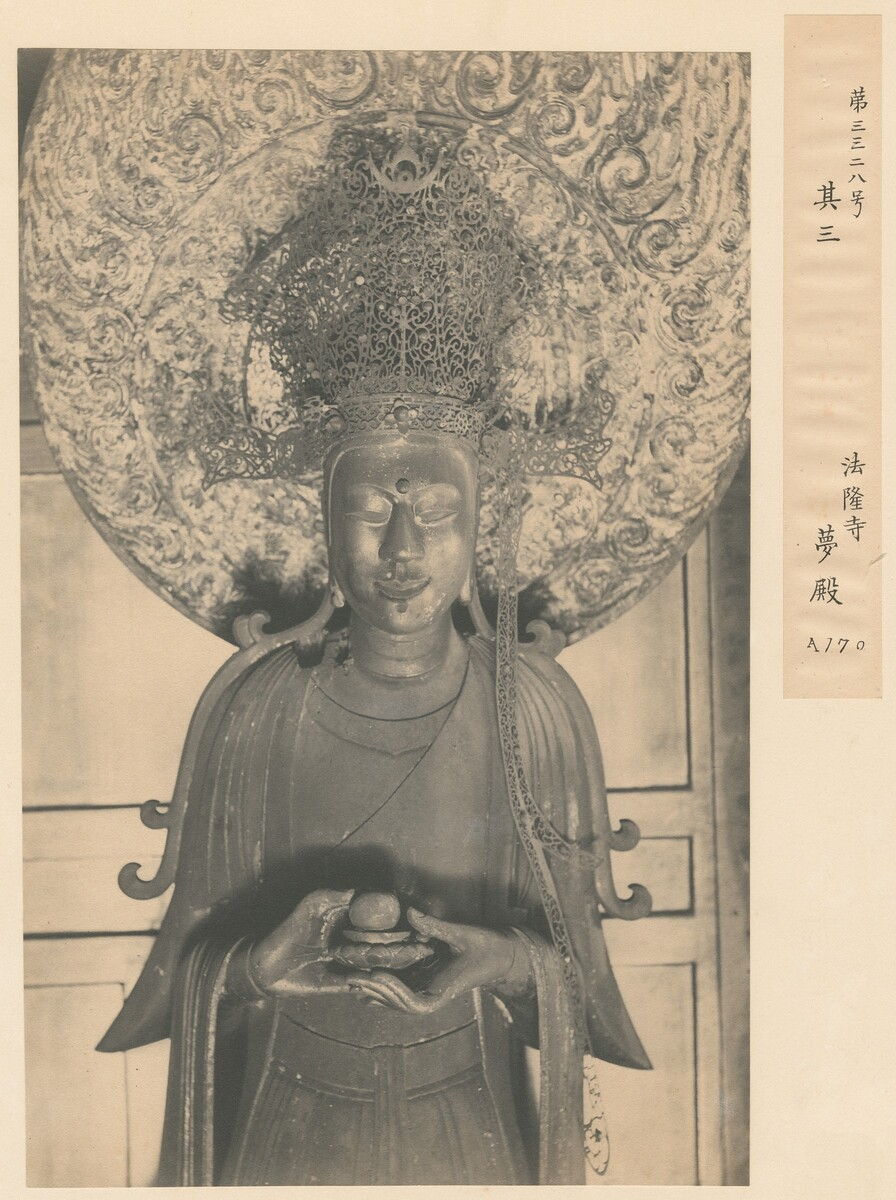
Kuse Kannon im Hōryū-ji, 1888/1889.
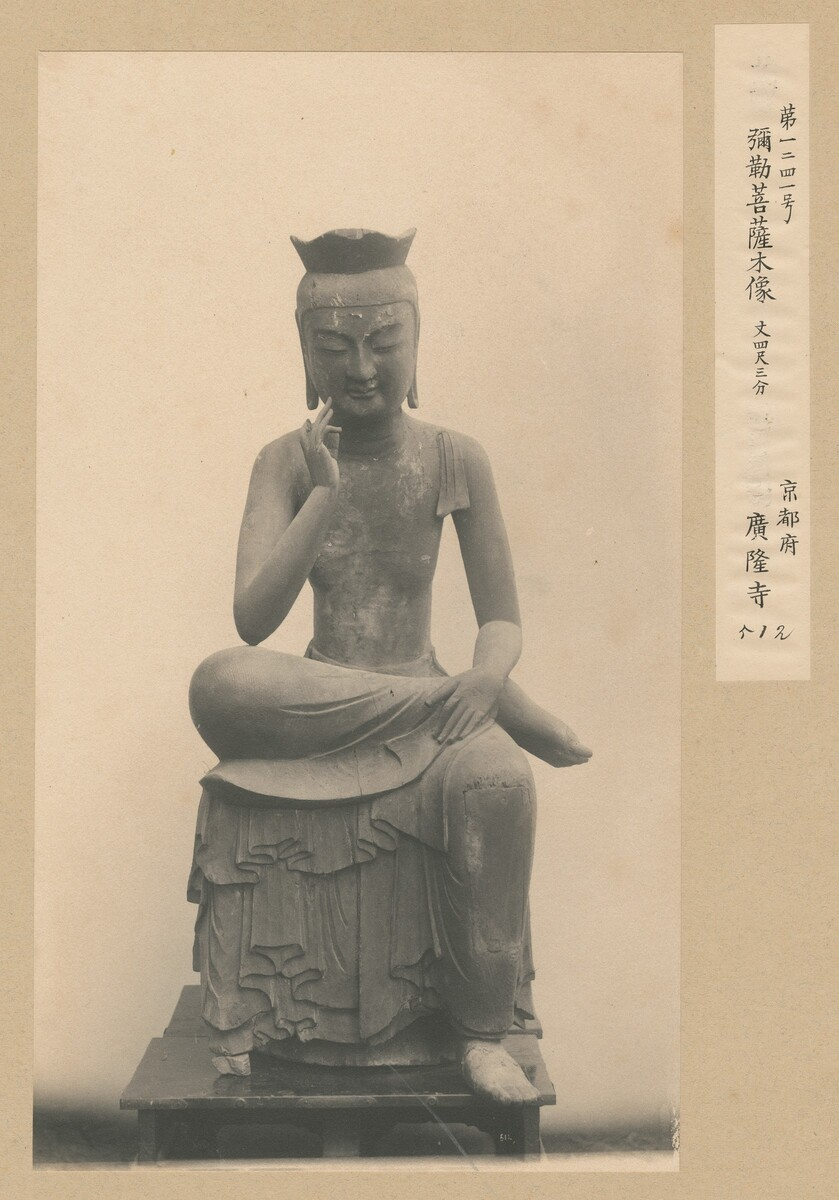
Miroku Bosatsu im Kōryū-ji, 1888/1889.
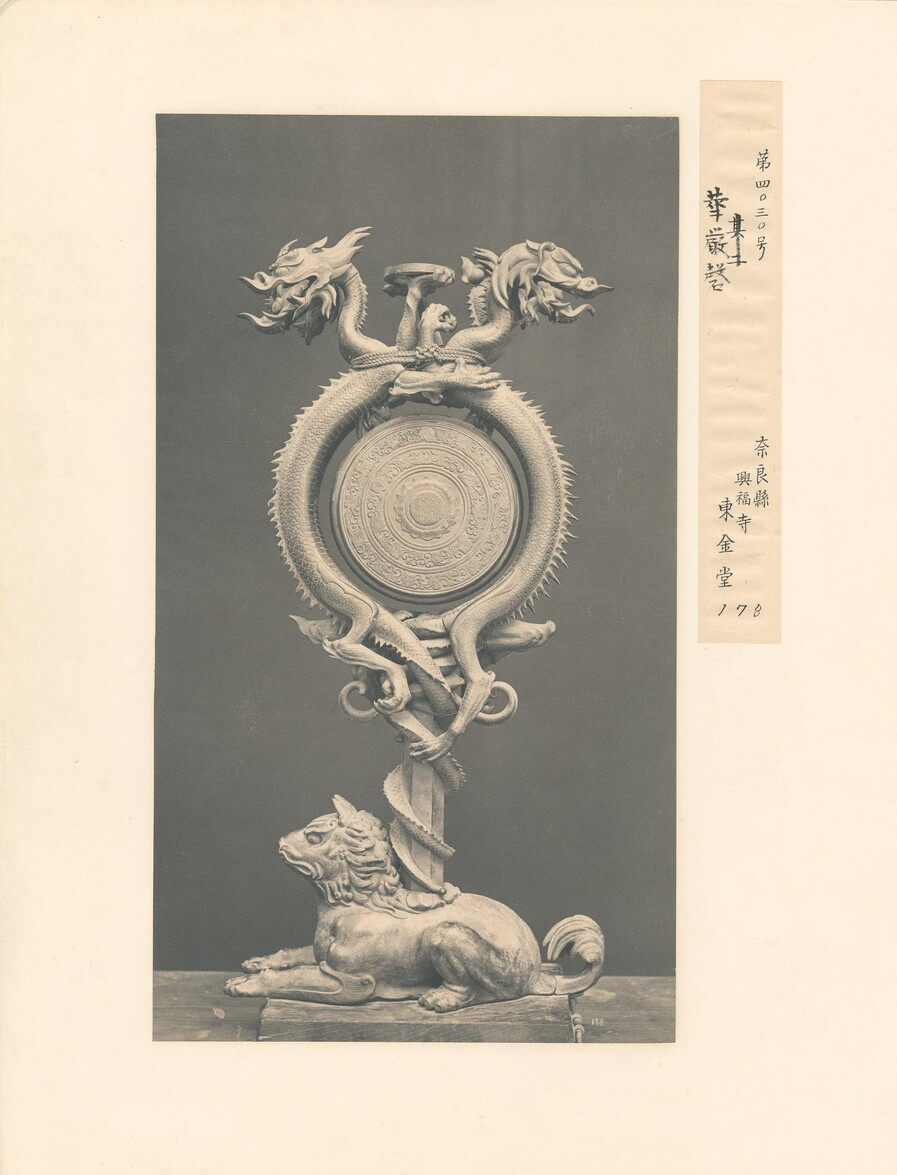
Kagenkei im Kōfuku-ji, 1888/1889.

## Ehrungen und Auszeichnungen
- Orden der Aufgehenden Sonne, 5. Klasse
- Orden der Krone von Italien, 4. Klasse
- Königliche Wasaorden 3. Klasse[2]